# Kanton Bonneuil-sur-Marne
Der Kanton Bonneuil-sur-Marne war von 1967 bis 2015 ein französischer Wahlkreis im Arrondissement Créteil, im Département Val-de-Marne und in der Region Île-de-France. Er war identisch mit der gleichnamigen Gemeinde Bonneuil-sur-Marne.